# Mount Bures
Mount Bures – wieś w Anglii, w hrabstwie Essex, w dystrykcie Colchester. Leży 31 km na północny wschód od miasta Chelmsford i 79 km na północny wschód od Londynu.